# Condado de Lampasas
El condado de Lampasas es uno de los 254 condados del estado norteamericano de Texas. La sede del condado es Lampasas. El condado tiene un área de 714 km²(de los cuales 2 km² están cubiertos por agua) y una población de 17762 habitantes, para una densidad de población de 10 hab/km² (según censo nacional de 2000). Este condado fue fundado en 1856.

## Geografía

### Vías principales
- Autopista nacional 183
- Autopista nacional 190
- Autopista nacional 281

### Condados vecinos
- Hamilton  (norte)
- Coryell  (noreste)
- Bell  (sudeste)
- Burnet  (sur)
- San Saba  (oeste)
- Mills  (noroeste)

## Historia
En 1 de febrero de 1856, en respuesta a una petición firmada por 135 ciudadanos, la Sexta Legislatura de Texas formó el condado de Lampasas, nombrado como el río Lampasas, tomando partes de los condados de Travis, Bell y Coyel. Burselon, renombrado Lampasas, fue elegido como sede del condado, que se organizaría el 10 de marzo de 1856. Dos años más tarde la esquina noreste del condado de Lampasas pasaría a ser parte del condado de Hamilton. En 1873 un acta de la legislatura extendió el límite sur del condado treinta millas dentro del condado de Burnet, pero un año después el límite regresó a su posición anterior. En 1887 el nuevo condado de Mills recibió secciones del norte y el noroeste del condado de Lampasas. Los límites del condado se han mantenido sin cambios desde entonces.

## Demografía
Para el censo de 2000, había 17.762 personas, 6.554 cabezas de familia, y 4.876 familias residiendo en el condado. La densidad de población era de 25 habitantes por milla cuadrada.
La composición racial del condado era:
- 86.75% blancos
- 3.10% negros o negros americanos
- 0.70% nativos americanos
- 0.75% asiáticos
- 0.06% isleños
- 6.49% otras razas
- 2.15% de dos o más razas.

Había 6.554 cabezas de familia, de las cuales el 35.10% tenían menores de 18 años viviendo con ellas, el 60.70% eran parejas casadas viviendo juntas, el 9.50% eran mujeres cabeza de familia monoparental (sin cónyuge), y 25.60% no eran familias.
El tamaño promedio de una familia era de 3 miembros.
En el condado el 27.60% de la población tenía menos de 18 años, el 7.70% tenía de 18 a 24 años, el 27.20% tenía de 25 a 44, el 23.00% de 45 a 64, y el 14.50% eran mayores de 65 años. La edad promedio era de 37 años. Por cada 100 mujeres había 96.30 hombres. Por cada 100 mujeres mayores de 18 años había 93.30 hombres.

### Evolución demográfica
A continuación se presenta una tabla que muestra la evolución de la población entre 1900 y 1990:
| Año        | 1900 | 1910 | 1920 | 1930 | 1940 | 1950 | 1960 | 1970 | 1980  | 1990  |
| ---------- | ---- | ---- | ---- | ---- | ---- | ---- | ---- | ---- | ----- | ----- |
| Habitantes | 8625 | 9532 | 8800 | 8677 | 9167 | 9929 | 9418 | 9323 | 12005 | 13521 |

## Economía
Los ingresos medios de una cabeza de familia del condado eran de USD$36.176 y el ingreso medio familiar era de $41.395. Los hombres tenían unos ingresos medios de $30.320 frente a $20.637 de las mujeres. El ingreso per cápita del condado era de $17.184. El 10.70% de las familias y el 14.10% de la población estaban debajo de la línea de pobreza. Del total de gente en esta situación, 18.70% tenían menos de 18 y el 14.80% tenían 65 años o más.

## Localidades importantes
- Bend (no incorporada; parcialmente en el Condado de San Saba)
- Copperas Cove (parcialmente en los condados de Bell y Coryell)
- Kempner
- Lampasas
- Lometa